# Campeonato Paulista de Futebol Feminino de 1985
O Campeonato Paulista de Futebol Feminino de 1985 foi a 2.ª edição deste campeonato. A equipe do Juventus foi a campeã do torneio.

## Premiação
| Campeonato Paulista de Futebol Feminino de 1985 |
| ----------------------------------------------- |
| Juventus Campeão (2° título)                    |